# Estació de Ribes de Freser
Ribes de Freser i Ribes-Enllaç és un intercanviador ferroviari situat a la població de Ribes de Freser, a la comarca catalana del Ripollès. L'estació de Ribes de Freser és propietat d'Adif i es troba a la línia Ripoll-Puigcerdà, servida pels trens de la R3 de Rodalies de Catalunya (servei operat per Renfe), que tot i formar part de Rodalies no té tarifació com a tal. Ribes-Enllaç és el nom que rep l'estació del Cremallera de Núria de Ferrocarrils de la Generalitat de Catalunya que puja fins a la Vall de Núria.
L'estació de Ribes del Ferrocarril Transpirinenc, tal com es coneixia la línia de Ripoll a Puigcerdà, va entrar en servei l'any 1919 quan es va obrir el tram entre Ripoll i Ribes de Freser. Posteriorment, l'any 1922, la línia va arribar fins a la Molina i a finals del mateix any fins a Puigcerdà.
L'estació del cremallera es va construir l'any 1935, quatre anys més tard de la inauguració de la línia l'any 1931, tot i que el cremallera ja partia des d'aquest indret. L'any 1985 es va renovar l'edifici, com també la resta de la línia, després que l'any 1984 el cremallera s'incorporés a Ferrocarrils de la Generalitat de Catalunya. El 2008 s'hi posà una marquesina de plaques fotovoltaiques a l'estació.

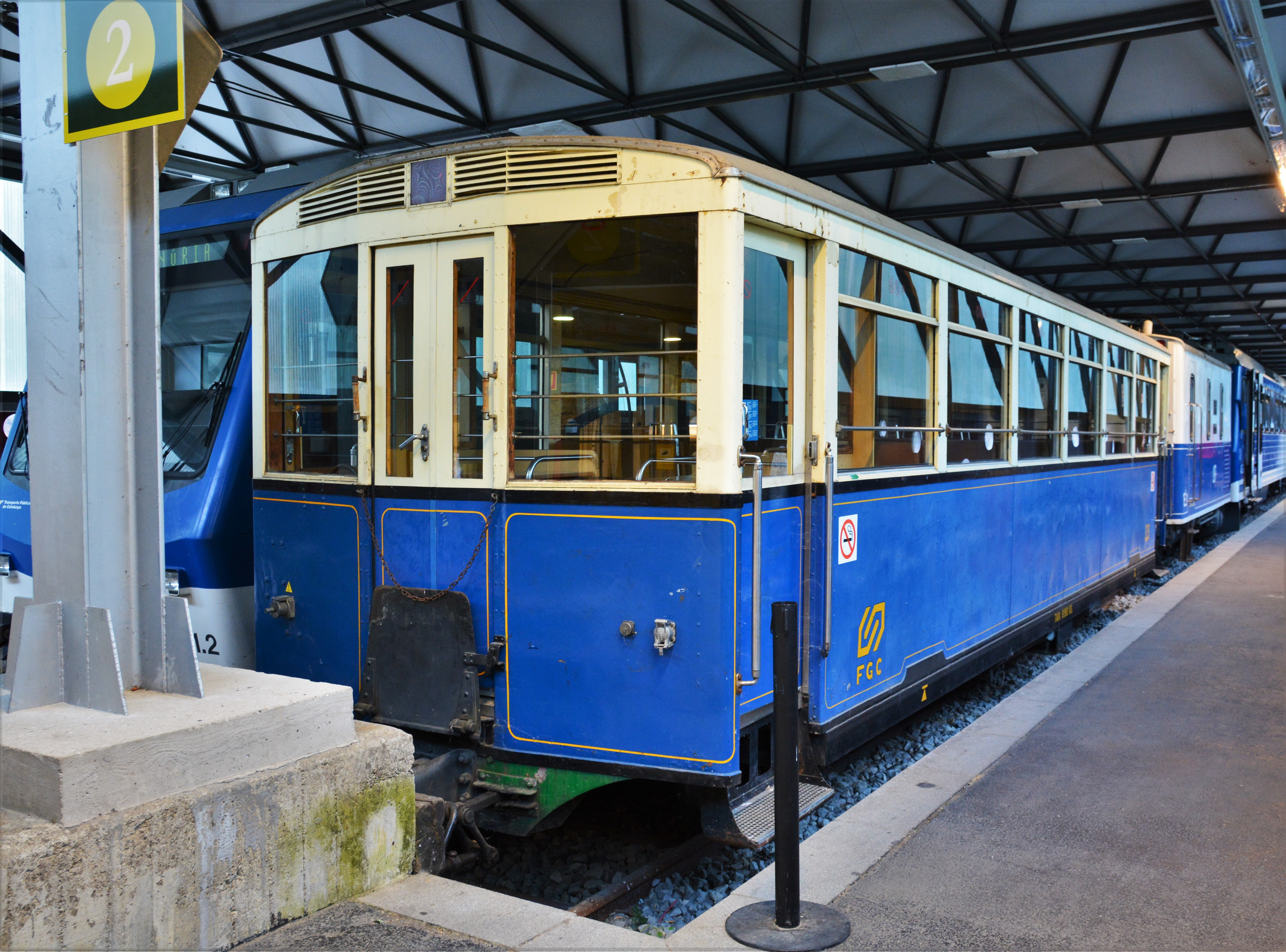
L'estació del cremallera (Ribes Enllaç).

L'any 2016, l'estació d'ADIF va registrar l'entrada de 13.000 passatgers.
Part dels trens procedents de l'Hospitalet de Llobregat finalitzen aquí el seu recorregut i l'inicien posteriorment cap a l'Hospitalet.

## Serveis ferroviaris
| Procedència/Destinació     | <           | Línia | >          | Procedència/Destinació              |
| -------------------------- | ----------- | ----- | ---------- | ----------------------------------- |
| Rodalia de Barcelona       |             |       |            |                                     |
| L'Hospitalet de Llobregat  | Campdevànol |       | Planoles   | terminal Puigcerdà La Tor de Querol |
| Cremallera de Núria de FGC |             |       |            |                                     |
| terminal                   | terminal    |       | Ribes-Vila | Núria                               |